# Территории, на которых саамские языки имеют официальный статус
Саамы — народ, проживающий на территории четырёх государств — Норвегии, России, Финляндии и Швеции. Во всех этих странах, за исключением России, в некоторых административных образованиях, в которых проживает достаточно большое число саамов, их язык (один или несколько) имеет официальный статус.
Земля саамов Лапландия никогда не являлась единым государственным образованием. Саамы имеют отчётливую национальную самоидентификацию, атрибуты (флаг и гимн), их права в Норвегии, Финляндии и Швеции представляют выборные представительные органы культурного самоуправления — Саамские парламенты.

## Исторические сведения
В 1990-х и 2000-х годах в Норвегии, Финляндии и Швеции были приняты законодательные акты, касающиеся вопросов использования представителями национальных меньшинств своего родного языка в органах власти и различных областях общественной жизни. Действие почти всех этих законов распространяется только на регионы традиционного проживания национальных меньшинств, то есть большей частью только на зону Северного Калотта, хотя очень многие представители национальных меньшинств переехали в другие, обычно более южные, регионы, то есть проживают за пределами той зоны, на которую распространяются законы о языке. Таким образом, рассмотрение народов и языков в этих законах увязывается с вопросами территории проживания этих народов, что в современных условиях, характеризующихся усилением миграционных процессов, можно рассматривать как анахронизм.
В Финляндии право саамов иметь автономию в вопросах языка и культуры на территории Саамского региона закреплено в Конституции страны (§§ 17 и 121).
В новом Законе о языке в Швеции (2008/09:153), вступившем в силу в июле 2009 года, говорится о том, что представители национальных меньшинств имеют право изучать, развивать и использовать свои языки, при этом действие закона распространяется на всю территорию страны. В дополнение к Закону Швеции 2008/09:153 был принят Закон 2008/09:158 о национальных меньшинствах и языках национальных меньшинств, вступивший в силу с января 2010 года. В соответствии с ним, саамская административная область в Швеции будет расширена, в неё будут включены 13 муниципалитетов (коммун) на территории традиционного проживания южных саамов в дополнение к уже имеющимся саамским муниципалитетам в районах традиционного проживания северных саамов и луле-саамов. Вместе с тем, в список административных образований Швеции с расширенными языковыми правами населения не планируется включать никакие муниципалитеты за пределами традиционной территории проживания саамов — несмотря на тот факт, что значительная часть саамов проживает за пределами этой территории, переехав в другие части страны.
В Норвегии в 2006 и 2008 годах в административную саамскую зону были включены новые муниципалитеты (коммуны), в которых распространены южносаамский и луле-саамский языки.

## Перечень территорий
Саамский язык (один или несколько из саамских языков) является официальным языком в девяти муниципалитетах (коммунах) Норвегии (Карасйок, Кёутукейну, Кофьорд, Лаванген, Нессебю, Порсангер, Сноса, Тана и Тюсфьорд), четырёх муниципалитетах (общинах) Финляндии (Инари, Соданкюля (только в северной части общины), Утсйоки и Энонтекиё). В Швеции саамский язык является одним из шести официальных языков меньшинств; сначала саамский язык получил официальный статус в четырёх муниципалитетах (коммунах) лена Норрботтен (Арьеплуг, Елливаре, Йокмокк и Кируна), а после принятия нового закона в 2009 году саамские языки получили с 1 мая 2010 года официальный статус ещё в 14 муниципалитетах.
Список территорий, на которых саамские языки имеют официальный статус
Ниже приведён список муниципалитетов (коммун, общин) в Норвегии, Финляндии и Швеции, на территории которых саамские языки имеют официальный статус (с учётом дополнительных 14 муниципалитетов Швеции, в которых саамские языки получили официальный статус с 1 мая 2010 года в соответствие с § 6 Закона Швеции о национальных меньшинствах и их языках № 724 от 2009 года). В последней колонке указана дата установления статуса в формате ГГГГ(-ММ-ДД).
| Русское название | Название на саамском языке (саамских языках), имеющем (имеющих) официальный статус в муниципалитете | Страна                         | Дата              |
| ---------------- | --------------------------------------------------------------------------------------------------- | ------------------------------ | ----------------- |
| Арвидсъяур       | северносаам. Árviesjávrrie                                                                          | Швеция, лен Норрботтен         | 2010-05-01        |
| Арьеплуг         | северносаам. Arjepluovvi                                                                            | Швеция, лен Норрботтен         |                   |
| Берг             | | Швеция, лен Емтланд            | 2010-05-01        |
| Вильхельмина     | | Швеция, лен Вестерботтен       | 2010-05-01        |
| Елливаре         | северносаам. Jiellevárri или Váhčir, луле-саам. Jiellevárre или Váhtjer                             | Швеция, лен Норрботтен         |                   |
| Инари            | северносаам. Anár, инари-саам. Aanaar, колтта-саам. Aanar                                           | Финляндия, провинция Лапландия | 1992              |
| Йокмокк          | северносаам. Johkamohkki                                                                            | Швеция, лен Норрботтен         |                   |
| Карасйок         | северносаам. Kárášjohka                                                                             | Норвегия, фюльке Финнмарк      | 1990-12-21        |
| Кёутукейну       | северносаам. Guovdageaidnu                                                                          | Норвегия, фюльке Финнмарк      | 1990-12-21        |
| Кируна           | северносаам. Giron                                                                                  | Швеция, лен Норрботтен         |                   |
| Кофьорд          | северносаам. Gáivuotna                                                                              | Норвегия, фюльке Тромс         | 1990-12-21? 1992? |
| Круком           | | Швеция, лен Емтланд            | 2010-05-01        |
| Лаванген         | северносаам. Loabát                                                                                 | Норвегия, фюльке Тромс         | 2009-01-01        |
| Люкселе          | | Швеция, лен Вестерботтен       | 2010-05-01        |
| Мало             | | Швеция, лен Вестерботтен       | 2010-05-01        |
| Нессебю          | северносаам. Unjárga                                                                                | Норвегия, фюльке Финнмарк      | 1990-12-21        |
| Оре              | | Швеция, лен Емтланд            | 2010-05-01        |
| Порсангер        | северносаам. Porsáŋgu                                                                               | Норвегия, фюльке Финнмарк      | 1990-12-21        |
| Сноса            | южносаам. Snåase                                                                                    | Норвегия, фюльке Нур-Трёнделаг |                   |
| Соданкюля        | северносаам. Soađegilli, колтта-саам. Suäˊđjel                                                      | Финляндия, провинция Лапландия | 1992              |
| Стрёмсунд        | | Швеция, лен Емтланд            | 2010-05-01        |
| Стуруман         | | Швеция, лен Вестерботтен       | 2010-05-01        |
| Сурселе          | | Швеция, лен Вестерботтен       | 2010-05-01        |
| Тана             | северносаам. Deatnu                                                                                 | Норвегия, фюльке Финнмарк      | 1990-12-21        |
| Тюсфьорд         | луле-саам. Divtasvuodna                                                                             | Норвегия, фюльке Нурланн       | 2006              |
| Умео             | | Швеция, лен Вестерботтен       | 2010-05-01        |
| Утсйоки          | северносаам. Ohcejohka                                                                              | Финляндия, провинция Лапландия | 1992              |
| Херьедален       | южносаам. Herjedaelien tjïelte                                                                      | Швеция, лен Емтланд            | 2010-05-01        |
| Эльвдален        | | Швеция, лен Даларна            | 2010-05-01        |
| Энонтекиё        | северносаам. Eanodat                                                                                | Финляндия, провинция Лапландия | 1992              |
| Эстерсунд        | | Швеция, лен Емтланд            | 2010-05-01        |